# تاسدورف
تاسدورف (به آلمانی: Tasdorf) یک شهر در آلمان است که در پلون واقع شده‌است. تاسدورف ۳۶۰ نفر جمعیت دارد.